# Kalle Anka som fyrvaktare
Kalle Anka som fyrvaktare (engelska: Lighthouse Keeping) är en amerikansk animerad kortfilm med Kalle Anka från 1946.

## Handling
Kalle Anka jobbar som fyrvaktare och hamnar i bråk med en pelikan som försöker sova, samtidigt som ljuset från fyren hela tiden stör hans sömn. Därmed blir det en kamp om fyren, som pelikanen vill släcka ljuset på.

## Om filmen
Filmen hade svensk premiär den 16 juni 1947 på biografen Spegeln i Stockholm.

## Rollista
- Clarence Nash – Kalle Anka[6]